# Lucije Orbilije Pupill
Lucije Orbilije Pupill (114. pr. Kr. - oko 14. pr. Kr.) je bio latinski gramatičar iz 1. stoljeća prije Krista, koji je predavao u školi, prvo u Beneventu, a zatim u Rimu, gdje je pjesnik Horacije bio jedan od njegovih učenika. Horacije (Poslanice, ii) kritizira svog starog školskog učitelja i opisuje ga kao plagosusa (bičonošu), a Orbilius je postao poslovičan kao disciplinski pedagog.
Jedan od njegovih robova, Skribonije Afrodisijeje i sam postao gramatičar, a kupila ga je Skribonija, supruga cara Augusta.